# Romany Malco

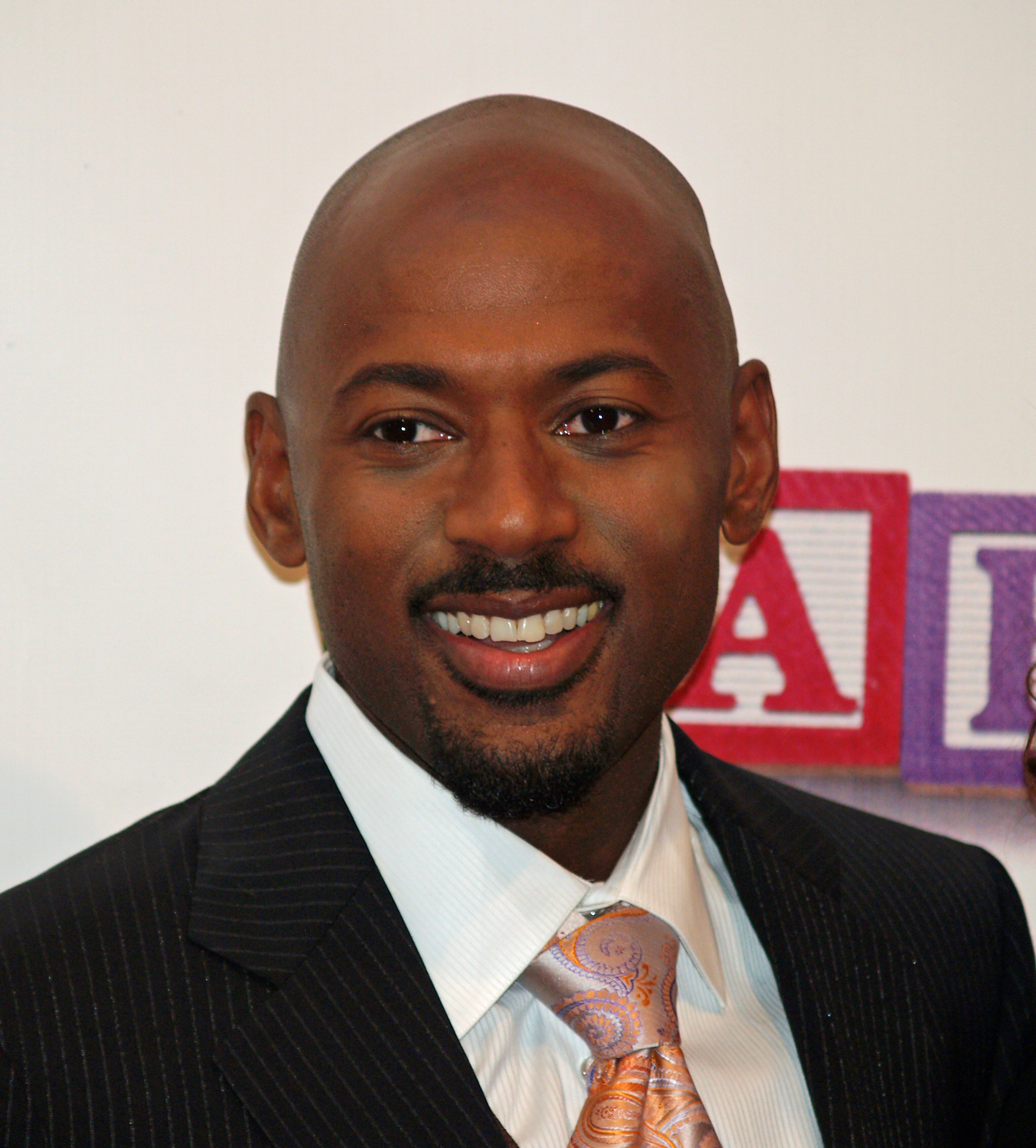
Romany Malco auf dem Tribeca Film Festival 2008

Romany Romanic Malco, Jr. (* 18. November 1968 in New York) ist ein US-amerikanischer Schauspieler und Rapper.

## Leben und Leistungen
Die Familie von Romany Malco wanderte aus Trinidad und Tobago in die USA ein. Malco war als Teenager in Texas als Rapper tätig; er war Mitbegründer der Gruppe R.M.G. Später zog er nach Los Angeles. Seine Gruppe unterschrieb einen Vertrag mit Virgin Records, benannte sich in College Boyz und erreichte mit dem Song Victim of the Ghetto einen hohen Platz der Charts.
Malco debütierte als Schauspieler in einer Folge der Fernsehserie Ein Hauch von Himmel aus dem Jahr 1998. Die Rolle an der Seite von Steve Carell und Catherine Keener in der Komödie Jungfrau (40), männlich, sucht … (2005) von Judd Apatow brachte ihm im Jahr 2006 zwei Nominierungen für den MTV Movie Award – darunter als Mitglied des Besten Leinwandteams. Ab 2005 trat er in der Fernsehserie Weeds auf und wurde 2007 als Ensemblemitglied für den Screen Actors Guild Award nominiert. In den Jahren 2007 und 2008 wurde er für den Image Award nominiert.
In der Sportkomödie Die Eisprinzen (2007) trat Malco an der Seite von Will Ferrell und Jon Heder auf. In der Komödie Der Love Guru (2008) spielte er einen Sportler, den der als Guru ausgebildete Amerikaner Pitka (Mike Myers) mit seiner Frau zu versöhnen versucht.

## Filmografie (Auswahl)
- 2000: True Vinyl – Voll aufgelegt! (True Vinyl)
- 2000–2001: Level 9 (Fernsehserie, 12 Folgen)
- 2002: The Tuxedo – Gefahr im Anzug (The Tuxedo)
- 2005: Jungfrau (40), männlich, sucht … (The 40 Year-Old Virgin)
- 2005–2007, 2012: Weeds – Kleine Deals unter Nachbarn (Weeds, Fernsehserie)
- 2007: Dein Ex – Mein Albtraum (The Ex (Fast Track))
- 2007: Die Eisprinzen (Blades of Glory)
- 2008: Baby Mama
- 2008: Der Love Guru (The Love Guru)
- 2010–2011: My Superhero Family (No Ordinary Family, Fernsehserie, 20 Folgen)
- 2011: Kein Mittel gegen Liebe (A Little Bit of Heaven)
- 2012: Denk wie ein Mann (Think like a Man)
- 2013: Last Vegas
- 2014: Denk wie ein Mann 2 (Think Like a Man Too)
- 2014: Top Five
- 2015: DUFF – Hast du keine, bist du eine (The Duff)
- 2015: Blunt Talk
- 2016: Mad Dogs (Fernsehserie)
- 2018: Night School
- 2018–2023: A Million Little Things
- 2019: Holiday Rush